# デッドライジング ゾンビのいけにえ
『デッドライジング ゾンビのいけにえ』（米題Dead Rising: Chop Till You Drop）は、2009年2月19日に発売されたWii用のアクションゲーム。アメリカでは同年2月24日、ヨーロッパでは同年2月27日に発売。

## 概要
Xbox 360用ゲーム『デッドライジング』をWii向けにアレンジしたリメイク作品であり、いくつかの要素が変更・削除されている。純粋なアクションゲームではなく『バイオハザード4』のようなアクション・シューティングにゲーム性の重点を置いた、オリジナルとは大きく異なったリメイクとなっている。下記にあるように自由度は大きく低下したが、Wiiリモコンを用いた直観的な操作が可能となった。
Xbox 360版からの主な変更点は、
システムの変更点
- カメラアングルはビハインドカメラに、移動は前進、後退、旋廻で行う。また、リモコンによる銃での攻撃が追加されている。
- 一部アクションにてリモコンを振るうと言った操作が要求されるようになった。
- 難易度、血の色が選択できるようになった。
- 金銭の概念の追加。
- ゲームを進めるとクレタスの店で武器が購入可能になる。
- 逆に購入以外では銃器を入手出来なくなった。また、銃器は使い捨てではなく敵が落とす弾丸を補充して何度も使用する。
- 一部の生存者、アイテム、システム(カメラ撮影、ジャンプなど)の変更・削除。ジャンプはコマンドが表示された場所でのみ可能。
- 時間経過、マルチエンディングも廃止されており、ストーリーを進め（CASE FILEを埋める）なければ時間も経過しない。従って、Xbox 360版のようにモード分けはされておらず、72 hours modeに当たるシナリオの終了後は必ずOvertime Modeのシナリオに突入する事になる。
- 生存者の救出などのサイドストーリーは「ミッション」と言う形で請け負う事になり、クリア時の経過時間によって評価、報酬が変化する。従って、ミッションを受託していない状態で生存者を発見する事は無い。
- 但し、ストーリーを進める為にはその時点で提示されているミッションの全てをクリアしなければならず、ミッションに失敗（救助対象が全員死亡）するとゲームオーバーとなってしまう。また、一部条件を満たした場合のみ出現するミッションも存在する。
- ∞ modeは収録されていない。代わりに限られた条件で課題クリアを目指す「クエスト」と スナイパーライフルのみを使用する狙撃ゲーム「ザ・スナイパー」が多数収録されており、本編クリア後に挑戦可能となる。
- 武器の銃器は、ほとんどが『バイオハザード4』の銃を元にしている。

敵キャラクターの変更点
- 一部のサイコパスのうち、ケント、ジョー、クリフがゾンビとして登場し、ポールが登場しない。
- 囚人の3人組が倒しても復活しない。
- プードル、オウム(何故か公式攻略本ではインコ表記だが作中では“PARROT”と表記されている)のゾンビの追加。

その他の変更点
- マップの一部が削除（通れない）・変更されている。
- ゾンビに掴み掛かられてもすぐにリモコンを振って振り解けば噛み付かれずに済む。
- 倒した敵は死体が残らず消滅する。また、床に血痕が残らない。
- 時間経過の廃止の為かセーブ時やアイテム使用時のモーションは無くなった。
- 基本的に生存者に物理的に干渉する事が出来なくなった（背負ったり手を貸したりする事が不可能で、フランクの攻撃も通過する）。回復アイテムはどんなに離れていてもメニュー画面から使用可能。
- 地下搬入路は車でのみ移動可能。
- ムービーにコスチュームが反映されない（プリレンダリングの映像による処理で、リアルタイムのムービーではない）。
- 一部のムービーの変更（残虐描写への規制）。これらの規制により、 CEROのレーティングによる対象年齢がD（17才以上対象）の区分に抑えられている。

## テーマソング
- 「デッドライジング」 - 作詞・作曲：ガガガSP、歌：ガガガSP